# 巴纳恩 (怀俄明州)
巴纳恩（英語：Bar Nunn），是美国怀俄明州纳特罗纳县（Natrona）下属的一座城市。该市的人口在2000年为936人，2010年有2,213，2011年则估计有2,239人。